# Pseudoconocybe
Pseudoconocybe is een monotypisch geslacht van schimmels behorend tot de familie Bolbitiaceae. Het bevat alleen Pseudoconocybe nodulosospora.